# حارة برك بن حجاج (صنعاء)
حارة برك بن حجاج هي إحدى حارات حي السبعين بمديرية السبعين إحدى مديريات العاصمة اليمنية صنعاء، بلغ تعداد سكانها 5059 نسمة حسب تعداد اليمن لعام 2004.